# ヨハン・ハインリヒ・アウグスト・ティシュバイン
ヨハン・ハインリヒ・アウグスト・ティシュバイン（Johann Friedrich August Tischbein、1750年3月9日 - 1812年6月21日）は、ドイツの画家である。多くの画家を出したティシュバイン一族の画家で「ライプツィヒのティシュバイン」（Leipziger Tischbein）と呼ばれる。

## 略歴
マーストリヒトで生まれた。父親は画家のヨハン・ヴァレンティン・ティシュバイン（Johann Valentin Tischbein：1715-1768）である。父親から美術の教育を受けた後、父親が没した1768年にカッセルに移り、おじの画家、ヨハン・ハインリヒ・ティシュバイン（Johann Heinrich Tischbein: 1722-1789）の工房に入った。4年ほど修行した後、フランスで修行し、パリでドイツ生まれの版画家ヨハン・ゲオルク・ヴィレ（Johann Georg Wille または Jean Georges Wille）に学んだ。1777年にはイタリアのナポリ、ローマを旅し、ジャック＝ルイ・ダヴィッドと知り合った。
1780年にドイツに戻り、ヴァルデック＝ピルモント侯国の皇太子フリードリヒ・カール・アウグストの宮廷画家に任じられた。宮廷画家をしながら1780年代にオランダに3度旅した。
1795年にアンハルト＝デッサウ公、レオポルト3世に雇われるが、画家としての評価を得ており、一年後には独立した肖像画家としてベルリンで働くようになった。1799年にドレスデンで成功し、1800年にエーザー（Adam Friedrich Oeser）の後任として、ライプツィヒの美術学校（Hochschule für Grafik und Buchkunst Leipzig）の校長に任じられた。
1806年にはサンクトペテルブルクを旅し、建築家の兄、ルートヴィヒ・フィリップ(Ludwig Philipp Tischbein:1744-1806)の屋敷に3年間滞在し、ロシアの貴族の肖像画を描いた。

## 作品

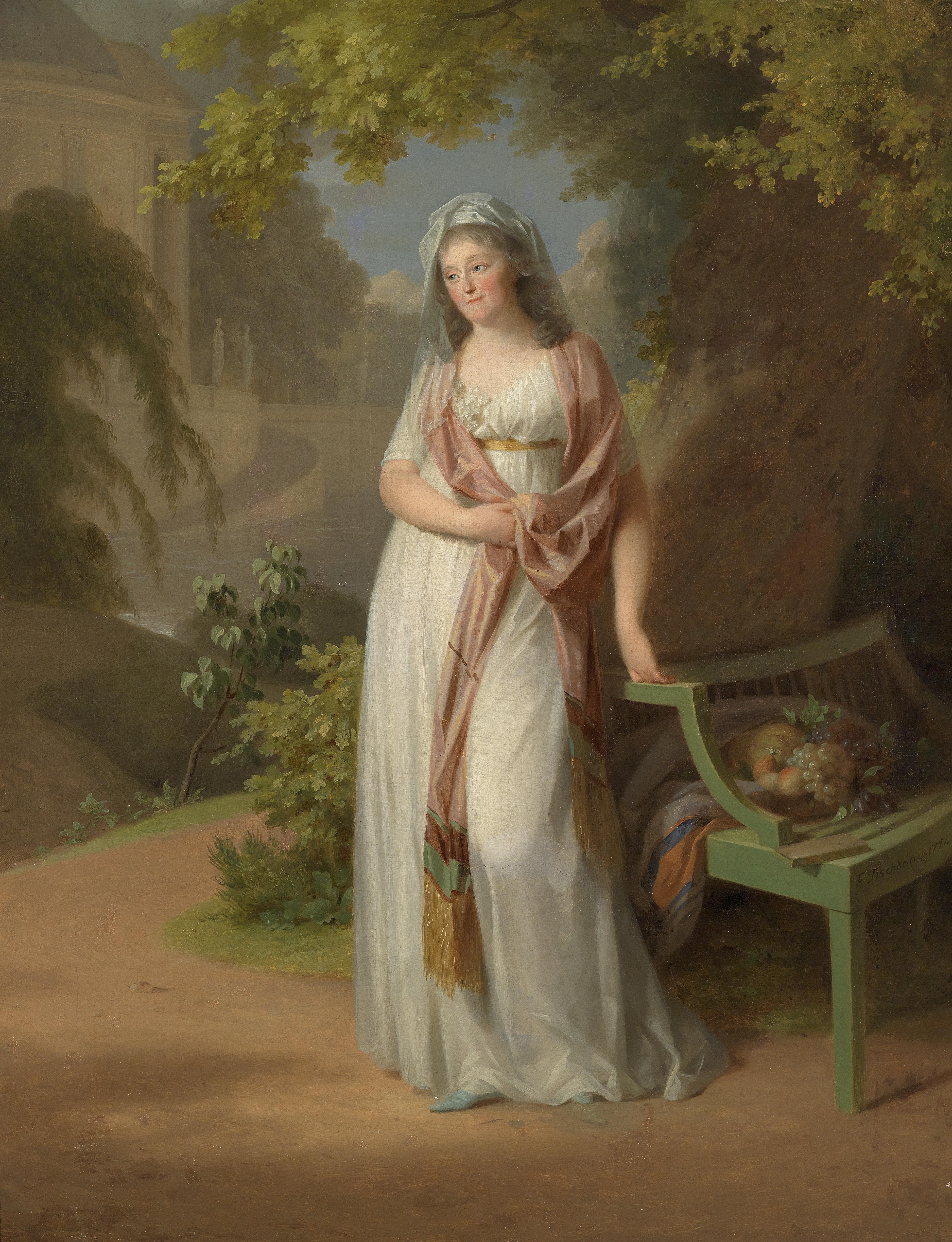
ルイーゼ・フォン・ブランデンブルク＝シュヴェート
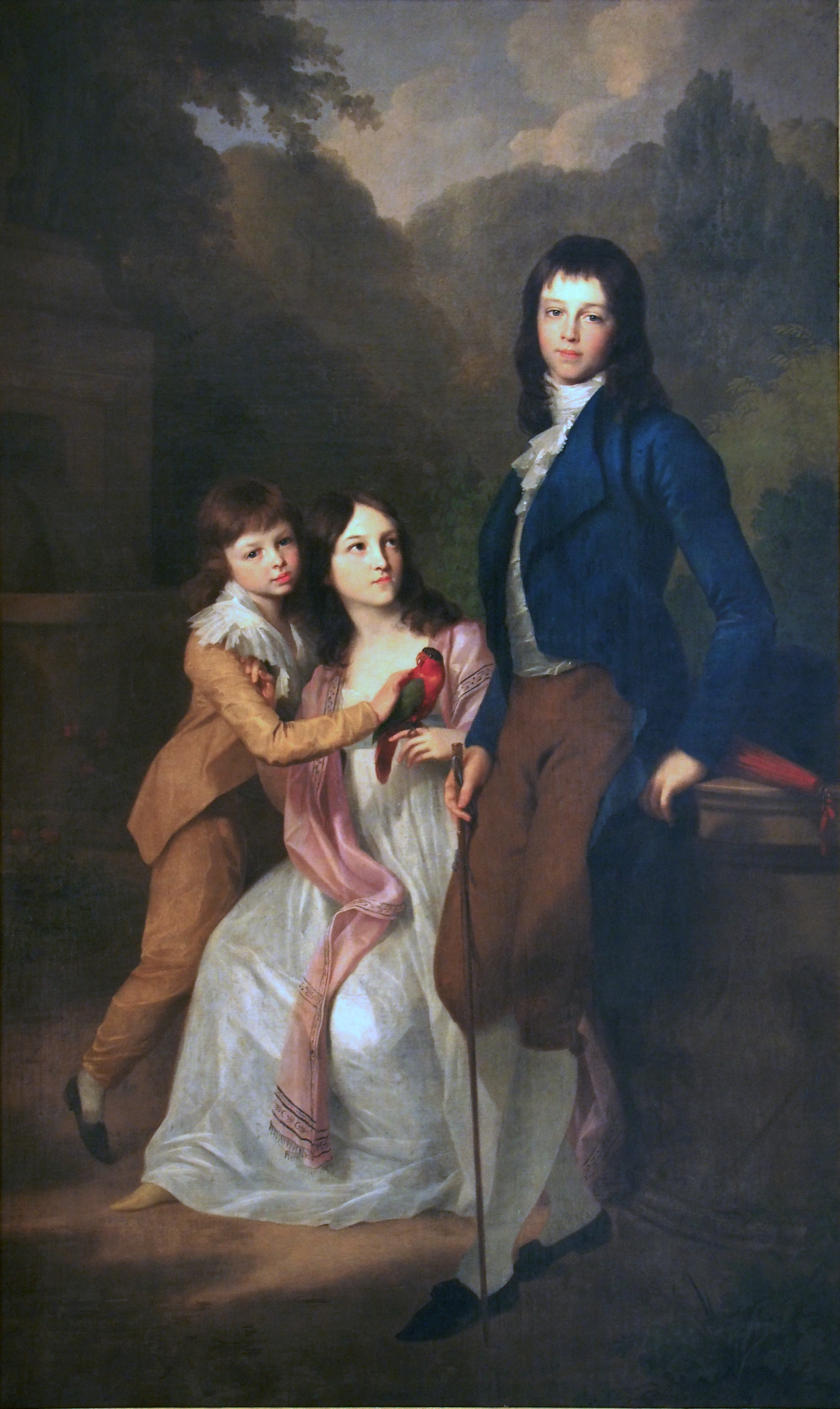
大公カール・アウグストの子供たち
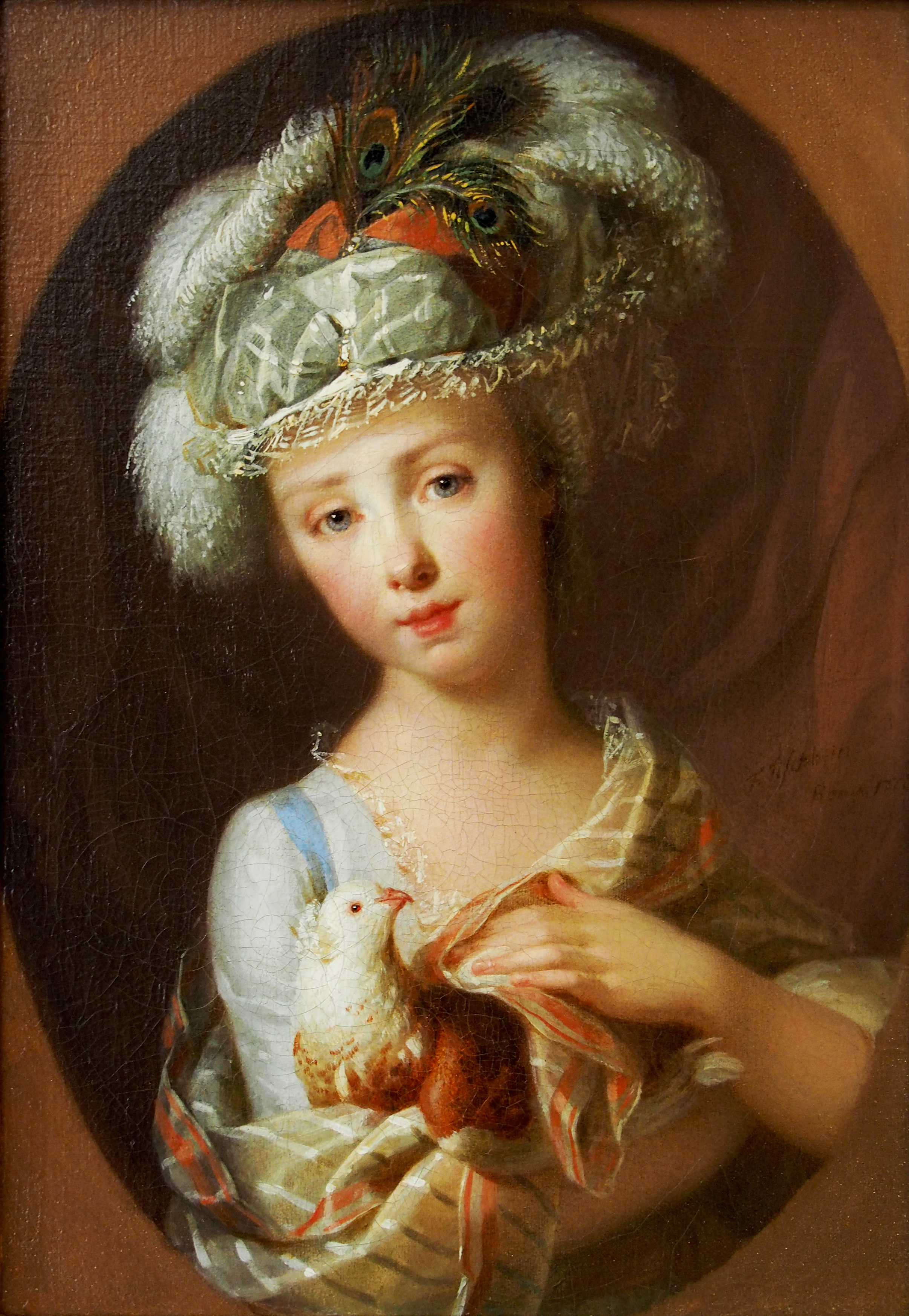
Lady Louisa Hervey (1778)
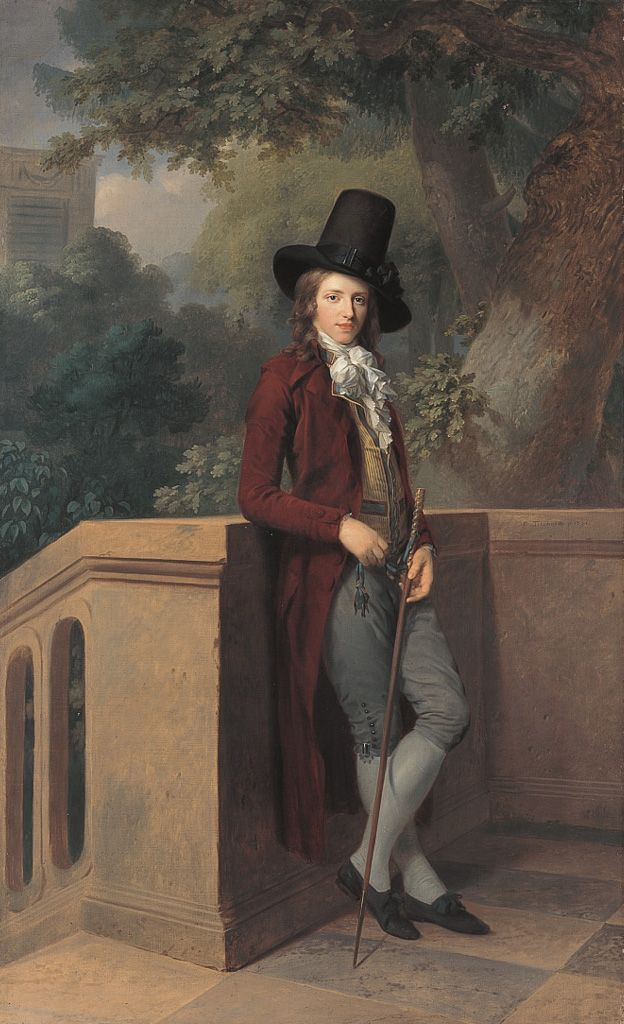
Herrn Chatelain (1791)
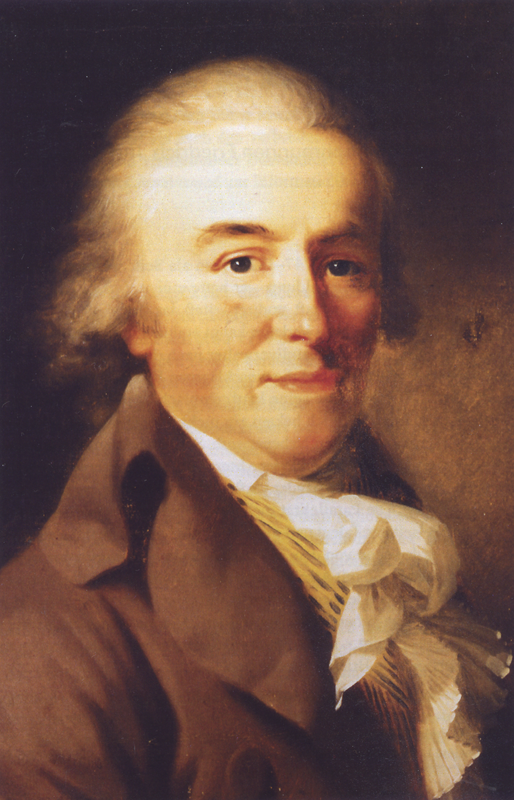
フリードリヒ・ユスティン・ベルトゥッヒ (1796)
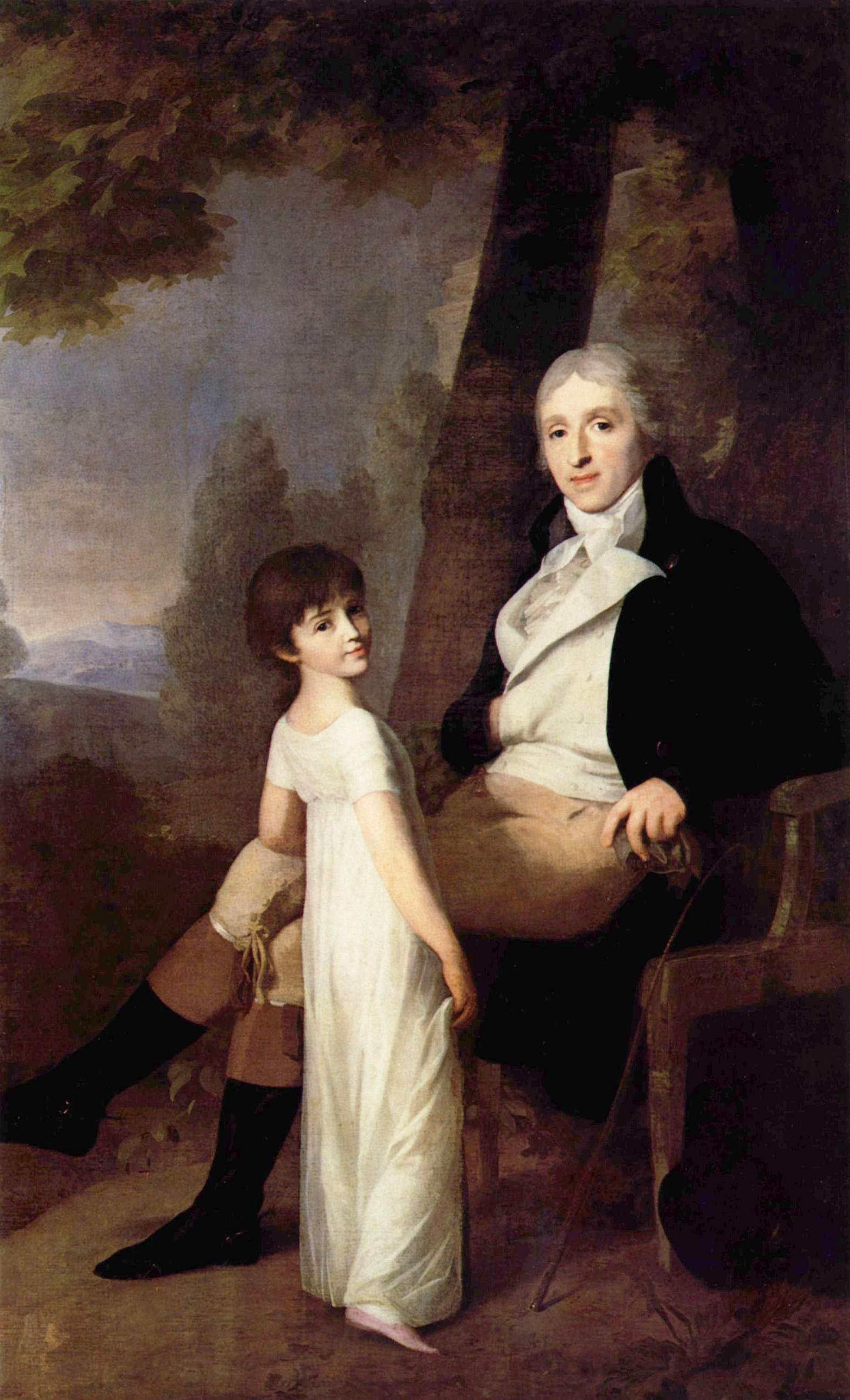
ライプツィヒの商人 (1802)
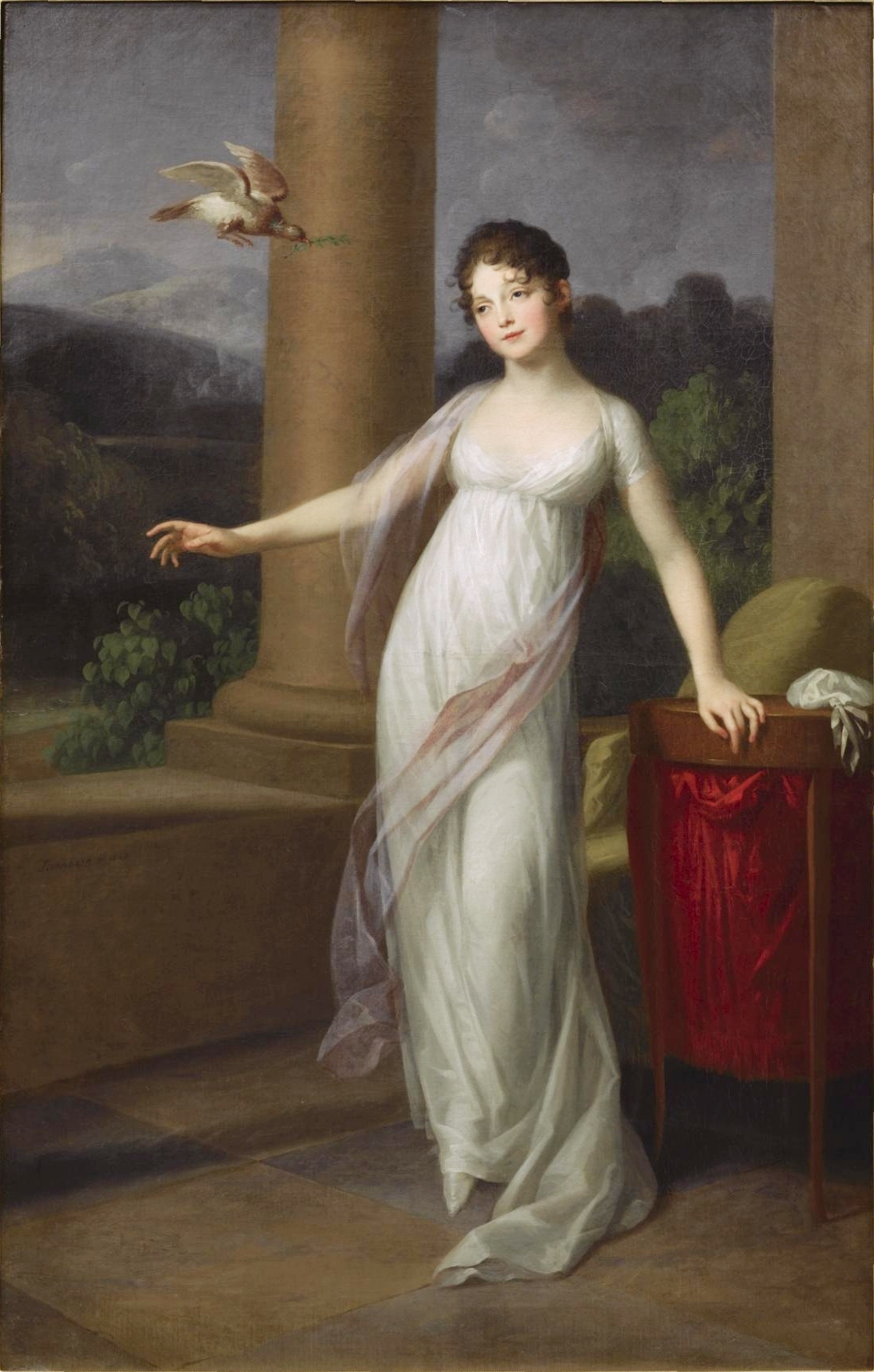
: Amalie von Levetzow (1803)